# Bischwind
Localidad al pie del bosque Steigerwald en la región de la Baja Franconia (Unterfranken) en Baviera. Junto a Dingolshausen es administrada desde la vecina Gerolzhofen.
Entre sus principales atractivos se encuentra, al oeste de la población, la Capilla, lugar de peregrinación mariana.
- Datos: Q5729071